# Rangda

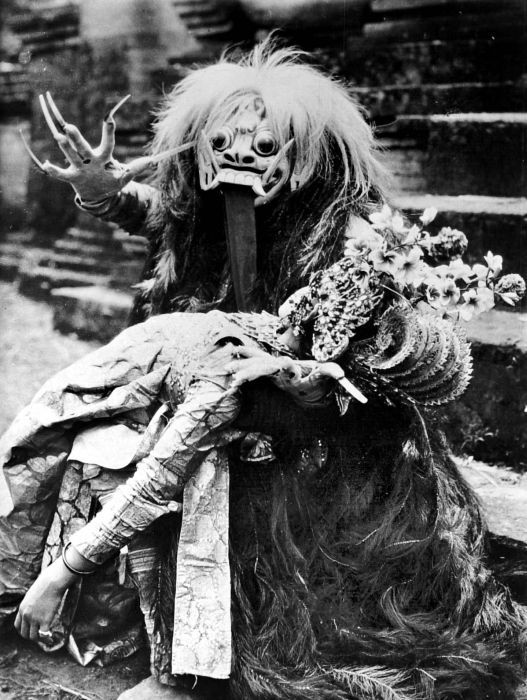
Rangda i den rituella dansen.

Rangda (gammaljavanesiska: "Änkan"), är demonernas drottning och trolldomens gudinna i balinesisk mytologi, och Barongs motpart i den rituella striden mellan ont och gott, där hon representerar ondskan. Den rituella striden mellan Rangda och Barong (ibland är Barong utbytt mot hjältekungen Airlangga), illustreras av traditionella ceremoniella dansskådespel, som har kommit att bli ett kännetecken för Bali och en populär turistattraktion. 
Rangda avbildas traditionellt som en naken gammal kvinna med långt tovigt hår, hängande bröst, klor, och en skräckinjagande mask med hängande tunga och strirrande ögon, och hon associeras med färgerna vit, svart och röd. Hon beskrivs som en häxa som äter barn, och som anför en armé av demoner mot Barong i den eviga striden mellan ont och gott. 
Rangda har emellertid också en god sida, och används på vissa håll även som en beskyddande kraft. 
Rangda associeras med legenden om Calon Arang, en häxa under kung Airlanggas regeringstid på 1000-talet. Calon Arang förorsakade pest och förstörelse över Bali genom att offra en flicka till Durga som hämnd för att ingen ville gifta sig med hennes vackra dotter på grund av moderns rykte. 
Hon har föreslagits vara en lokal version av den hinduiska gudinnan Durga eller Kali, som också var både en förstörande och beskyddande kraft, och associerades med samma färger. 
Myten om Rangda tros härstamma från kung Airlanggas impopulära mor, drottning Mahendradatta. Hon var känd för sin dyrkan av Durga, som associerades med trolldom. Drottningen ska ha förvisats för svartkonst av sin make, Balis kung, och som hämnd sammankallat skogens demoner för att bringa förstörelse över landet, innan hon slutligen besegrades.